# رونی جیسون
رونی جیسون (انگلیسی: Rony Jason؛ زادهٔ ۲۱ مارس ۱۹۸۴) جودوکار، ورزشکار هنرهای رزمی ترکیبی و تکواندوکار اهل برزیل است.
از باشگاه‌هایی که در آن بازی کرده‌است می‌توان به باشگاه ورزشی فورتالزا اشاره کرد.